# عصر وحشت (فیلم ۱۹۴۹)
عصر وحشت (انگلیسی: Reign of Terror) که با عنوان فهرست سیاه (انگلیسی: The Black Book) نیز شناخته می‌شود، یک فیلم درام به کارگردانی آنتونی مان است که در سال ۱۹۴۹ منتشر شد. از بازیگران آن می‌توان به رابرت کامینگز، ارلن دال، نورمن لوید، چارلز مک‌گرا، و بولا بوندی اشاره کرد.
داستان فیلم در دوران انقلاب فرانسه رخ می‌دهد که عده‌ای انقلابی تلاش می‌کنند به عصر وحشتی که ماکسیمیلیان روبسپیر ایجاد کرده، خاتمه دهند.
والتر واگنر (تهیه‌کننده اجرایی)، آنتونی مان (کارگردان)، جان آلتون (تصویربردار) و ویلیام کمرون منزیس (مدیر پروژه) با استعداد خاص خود، دست به دست هم دادند تا با استفاده از بازیگران تئاتر برادوی، یک "حماسه" کم‌هزینه را خلق کنند. کلِ بودجه و هزینهٔ تولید این فیلم ۴۰۰۰۰ دلار بود.

## بازیگران
- رابرت کامینگز
- ارلن دال
- نورمن لوید
- بولا بوندی
- چارلز مک‌گرا
- ریچارد بِیسهارت
- چارلز جورج گوردون
- آرنولد ماس
- ویلیام چَلی
- ویلتون گرَف
- ریچارد هارت
- جس بارکر
- فرانک هاگنی